# デビッド・デュバル
デビッド・デュバル（David Duval, 1971年11月9日 - ）は、アメリカ合衆国フロリダ州ジャクソンビル出身のプロゴルファー。2001年の全英オープンゴルフ優勝者である。1999年3月から8月にかけて世界ランキング1位の座にいたこともあった。アメリカPGAツアーで「13勝」を挙げているが、現時点では2001年全英オープンが最後のPGAツアー優勝になっている。父親のボブ・デュバル（Bob Duval）もプロゴルファーである。
ジョージア工科大学を卒業し、1993年にプロ入り。1995年からPGAツアー参戦を開始する。1997年10月の「ミゲロブ選手権」でツアー初優勝を果たすと、翌週の「ウォルト・ディズニー・ワールド・オールズモビル・クラシック」で2週連続優勝を遂げ、年間最終戦の「PGAツアー選手権」（出場資格は当年度の賞金ランキング30位以内の選手のみ）でもいきなり優勝して、一気に3勝を記録し、ツアーデビューからわずか3年で賞金ランク2位に躍進（この年の賞金王は、ルーキーでマスターズを含む年間4勝のタイガー・ウッズ）。26歳の1998年には年間4勝を挙げて、初のPGAツアー賞金王になった。そして1999年に入ると、いきなり年間開幕戦の「メルセデス選手権」を史上最少ストローク記録（26アンダーパー）で制し、3月の「ザ・プレーヤーズ選手権」の優勝により、タイガー・ウッズを抜いて初の世界ランキング1位になった。この年のボブホープ・クライスラークラシックの最終日にツアータイ記録となる59を記録。8月の全米プロゴルフ選手権でウッズが優勝してからは、デュバルはもう2度と世界1位の座に戻ることはなかったが、この時期にはデュバルがウッズのライバルと見られていた。だが、メジャー大会の優勝争いで何度かチャンスを逃し、フィル・ミケルソンとともに“メジャー無冠の実力者”と呼ばれたこともある。2000年のセント・アンドリュースでの全英オープンでは、最終日は首位のタイガー・ウッズと6打差のスタートで、ウッズと最終組で廻り、7番ホールまでの4バーディで-14までスコアを伸ばし、ウッズに3打差まで詰め寄ったが、12、13、16番ホールでボギー、パー4の17番ホールでは第2打がトミーズ・バンカーにつかまり、脱出に4打、このホールは8打（ダブルパー）で優勝を逃した。しかし、2001年のロイヤルリザム・アンド・セントアンズ・ゴルフクラブ（パー71）での全英オープンで 10 アンダーパー（-10, 274ストローク）のスコアでメジャー初優勝を達成し、“メジャー無冠”を返上した。
全英オープンで優勝した後、2001年11月に初来日する。初出場のダンロップフェニックストーナメントで、当年度の日本オープン選手権優勝者手嶋多一とのプレーオフを制して初優勝。宮崎の「フェニックス・カントリークラブ」には彼の名前にちなんで「デビッド・デュバル・ゴルフアカデミー」が設立された。（現在はデュバルの冠が取れ、「フェニックス・ゴルフアカデミー」と改名した。）翌週に静岡県御殿場市の「太平洋クラブ御殿場コース」で開かれた「EMCワールドカップ」のアメリカ代表として、世界ランキング1位のタイガー・ウッズとコンビを組んで出場する。大会期間中は2人とも万全の体調ではなかったが、最終日のフォアサムで最終18番ホール（パー5、517ヤード）の第2打をデュバルがミスした後、ウッズの“ミラクル・チップイン・イーグル”でアメリカ・チームはプレーオフに残った。4ヶ国によるプレーオフはアーニー・エルスとレティーフ・グーセンによる南アフリカチームが制し、アメリカ・チームはプレーオフ1ホール目で脱落した。
ところが2002年に入ると、デュバルのゴルフ人生は暗転する。左肩や腰などの故障に加え、婚約者との破局など公私両面の問題が重なり、この年のデュバルは賞金ランキング80位に落ち込んだ。2003年以後は、ツアー大会で予選通過もおぼつかないほど極度の不振状態に陥り、長い間スランプ脱出の手掛かりをつかめない苦悩が続いた。
2009年の全米オープンゴルフで、デュバルは久々の優勝争いに加わり、2 アンダーパー（-2, 67＋70＋70＋71＝278ストローク）で2位タイ入賞を果たした。優勝したルーカス・グローバーには2打及ばなかった。
その後はゴルフ解説者としても活動している。2020年には、新型コロナウイルスに陽性反応が出たためマスターズ・トーナメントの解説から外れたことが報じられた。コロラド州チェリーヒルズビレッジ在住

## プロ優勝 (19)

### PGAツアー優勝 (13)
| Legend                  |
| Major championships (1) |
| Other PGA Tour (12)     |

| No. | 年月日       | トーナメント                           | スコア                   | 打差    | 2位(タイ)                                  |
| --- | ------------ | -------------------------------------- | ------------------------ | ------- | ------------------------------------------ |
| 1   | Oct 12, 1997 | Michelob Championship at Kingsmill     | −13 (67-66-71-67=271)    | Playoff | グラント・ウェイト, ダフィー・ウォルドルフ |
| 2   | Oct 19, 1997 | Walt Disney World/Oldsmobile Classic   | −18 (65-70-65-70=270)    | Playoff | ダン・フォースマン                         |
| 3   | Nov 2, 1997  | ザ・ツアーチャンピオンシップ           | −11 (66-69-70-68=273)    | 1打差   | ジム・フューリク                           |
| 4   | Feb 22, 1998 | Tucson Chrysler Classic                | −19 (66-62-68-73=269)    | 4打差   | ジャスティン・レナード, デビッド・トムズ   |
| 5   | May 3, 1998  | ヒューストン・オープン                 | −12 (69-70-73-64=276)    | 1打差   | ジェフ・マガート                           |
| 6   | Aug 30, 1998 | NECワールドシリーズ・オブ・ゴルフ      | −11 (69-66-66-68=269)    | 2打差   | フィル・ミケルソン                         |
| 7   | Oct 11, 1998 | Michelob Championship at Kingsmill     | −16 (65-67-68-68=268)    | 3打差   | フィル・タタウランギ                       |
| 8   | Jan 10, 1999 | メルセデス選手権                       | −26 (67-63-68-68=266)    | 9打差   | マーク・オメーラ                           |
| 9   | Jan 24, 1999 | ボブ・ホープ・クライスラー・クラシック | −26 (70-71-64-70-59=334) | 1打差   | スティーブ・ペイト                         |
| 10  | Mar 28, 1999 | ザ・プレーヤーズ・チャンピオンシップ   | −3 (69-69-74-73=285)     | 2打差   | スコット・ガンプ                           |
| 11  | Apr 4, 1999  | ベルサウス・クラシック                 | −18 (66-69-68-67=270)    | 2打差   | スチュワート・シンク                       |
| 12  | Oct 1, 2000  | ビュイック・チャレンジ                 | −19 (68-69-67-65=269)    | 2打差   | ジェフ・マガート, ニック・プライス         |
| 13  | Jul 22, 2001 | 全英オープン                           | −10 (69-73-65-67=274)    | 3打差   | ニコラス・ファス                           |

### ナイキツアー (2)
| No. | 年月日       | トーナメント               | スコア                | 打差  | 2位(タイ)                      |
| --- | ------------ | -------------------------- | --------------------- | ----- | ------------------------------ |
| 1   | Aug 22, 1993 | ナイキ・ウィチタ・オープン | −17 (62-70-69-70=271) | 1打差 | ジェフ・リー, ジョン・モールス |
| 2   | Oct 17, 1993 | ナイキツアー選手権         | −7 (69-68-72-68=277)  | 1打差 | ダニー・ブリッグス             |

### 日本ツアー (1)
| No. | 年月日       | トーナメント                        | スコア                | 打差       | 2位      |
| --- | ------------ | ----------------------------------- | --------------------- | ---------- | -------- |
| 1   | Nov 11, 2001 | ダンロップフェニックス トーナメント | −15 (65-67-68-69=269) | プレーオフ | 手嶋多一 |

### その他 (3)
- 1998 Fred Meyer Challenge (with ジム・フューリク – unofficial event)
- 1999 シャーク・シュートアウト (with フレッド・カプルス – unofficial event)
- 2000 ワールドカップ (with タイガー・ウッズ – unofficial money)